# The Moody Blues
The Moody Blues byla anglická rocková skupina založená v Birminghamu v květnu 1964. Skupinu původně tvořili Graeme Edge (bicí), Denny Laine (kytara/zpěv), Mike Pinder (klávesy/zpěv), Ray Thomas (multiinstrumentalista/zpěv) a Clint Warwick (basa/zpěv). Původně byli součástí britské beatové a R&B scény počátku až poloviny 60. let. Do popředí se dostali s britským číslem 1 a americkým Top 10 singlem „Go Now“ na konci roku 1964 / začátku roku 1965. Laine a Warwick opustili skupinu v roce 1966, přičemž Edge, Pinder a Thomas naverbovali nové členy Justina Haywarda (kytara/zpěv) a Johna Lodge (basa/zpěv). Přiklonili se k psychedelickému rocku konce 60. let a jejich druhé album, Days of Future Passed (1967), bylo fúzí rocku s klasickou hudbou (nahranou s London Festival Orchestra), což skupinu etablovalo jako průkopníky vývoje art rocku a progresivního rocku. Album je označováno jako „milník“ a „jedno z prvních úspěšných konceptuálních alb“.
Skupina vydala dalších šest alb – In Search of the Lost Chord (1968), On the Threshold of a Dream (1969), To Our Children's Children's Children (1969), A Question of Balance (1970), Every Good Boy Deserves Favour (1971) a Seventh Sojourn (1972) – a intenzivně koncertovala, dokud si v roce 1974 nevzala pauzu. Jejich nahrávky z tohoto období patřily mezi nejúspěšnější v žánru progresivního rocku a obsahovaly FM hity jako „Nights in White Satin“ (1967; znovu v hitparádách v roce 1972), „Tuesday Afternoon“ (1968), „Question“ (1970), „The Story in Your Eyes“ (1971), „Isn't Life Strange“ (1972) a „I'm Just a Singer (In a Rock and Roll Band)“ (1973). Po obnovení činnosti v roce 1977 skupinu opustil Pinder, kterého nahradil bývalý klávesista skupiny Yes Patrick Moraz. V 80. letech se skupina více přiklonila k synth-popu a zaznamenala hity jako „Gemini Dream“ (1981), „The Voice“ (1981), „Your Wildest Dreams“ (1986) a „I Know You're Out There Somewhere“ (1988). „Your Wildest Dreams“ učinila z Moody Blues první kapelu, která dosáhla svých tří prvních Top 10 singlů ve Spojených státech ve třech různých dekádách. Moraz odešel v roce 1991, Thomas v roce 2002. Přestože skupina přestala vydávat alba po December (2003), nadále koncertovala po celé první desetiletí nového tisíciletí a později se příležitostně znovu scházela pro události, jednotlivé koncerty, krátká turné a plavby, dokud Graeme Edge, poslední původní člen, neodešel v roce 2018 do důchodu.
Moody Blues prodali 70 milionů alb po celém světě, včetně 18 platinových a zlatých LP. Vydali 16 studiových alb, z nichž šest se dostalo do americké Top 20 (dvě na číslo 1) a osm do britské Top 20 (tři na číslo 1). V roce 2018 byli uvedeni do Rock and Roll Hall of Fame.

## Historie

### Počátky
Základ skupiny The Moody Blues byl v kapele El Riot And The Rebels, kde hráli Ray Thomas (zpěv, harmonika, později flétna) a Mike Pinder (zpěv, piáno, později mellotron). Sestava i názvy se často měnily, až se ustálilo obsazení, kde hráli také bubeník Graeme Edge (dříve Gerry Levene & The Avengers), baskytarista Clint Warvick a Denny Laine (kytara, zpěv, harmonika, dříve Denny Laine & The Diplomats). Jako hold značce piva Mitchell & Butler chtěli použít pro svůj název iniciály M a B. Nejdříve skupinu pojmenovali The Moody Blues 5, posléze The M&B 5 a nakonec jen The Moody Blues. Stylově se soustředili hlavně na americké rhythm and blues.
Z Birminghamu se dostali do slavného londýnského klubu The Marquee a díky manažeru Tony Secundovi brzy získali nahrávací kontrakt s firmou Decca. V září 1964 vyšel první singl, Steal Your Heart Away, který nevzbudil větší ohlas, ale následující skladba ve valčíkovém tempu Go Now vzala útokem žebříčky v Británii (1. místo) i USA (10. místo). Prodalo se jí více než milion kusů, takže skupina za singl obdržela i zlatou desku. Následující singly I Don’t Want To Go On Without You, vlastní From the Bottom of My Heart a Every Day se sice v žebříčcích také objevily, ale už na vlažnějších pozicích a sláva skupiny rychle vyprchávala. Úspěch nemělo ani album The Magnificent Moodies, ani následující singly a kapelu opustil nejdříve Clint Warvick, posléze i Denny Laine, který se později stal pravou rukou Paula McCartneyho ve skupině Wings. 
Novým baskytaristou se na čas stal Rod Clarke, ale jeho brzy nahradil John Lodge (jeden z bývalých členů El Riot And The Rebels) a Eric Burdon z The Animals pak skupině doporučil jako kytaristu a zpěváka Justina Haywarda, který předtím natočil několik písniček s někdejší britskou hvězdou Marty Wildem. Skupina se tak vydala v roce 1966 na turné po Evropě (jejich repertoáru stále vévodila Go Now, kterou nyní zpíval Justin Hayward), pracovala na vlastním repertoáru a v březnu začala natáčet singly s producentem Tonym Clarkem (později díky svému přínosu ke zvuku kapely označovaný jako šestý člen The Moody Blues). Ani Haywardova Fly Me High, ani následující Pinderova Love And Beauty ale úspěch neměly, i když je skupina propagovala v populárních rádiových pořadech na BBC.

### Zlatá éra 1967-1972

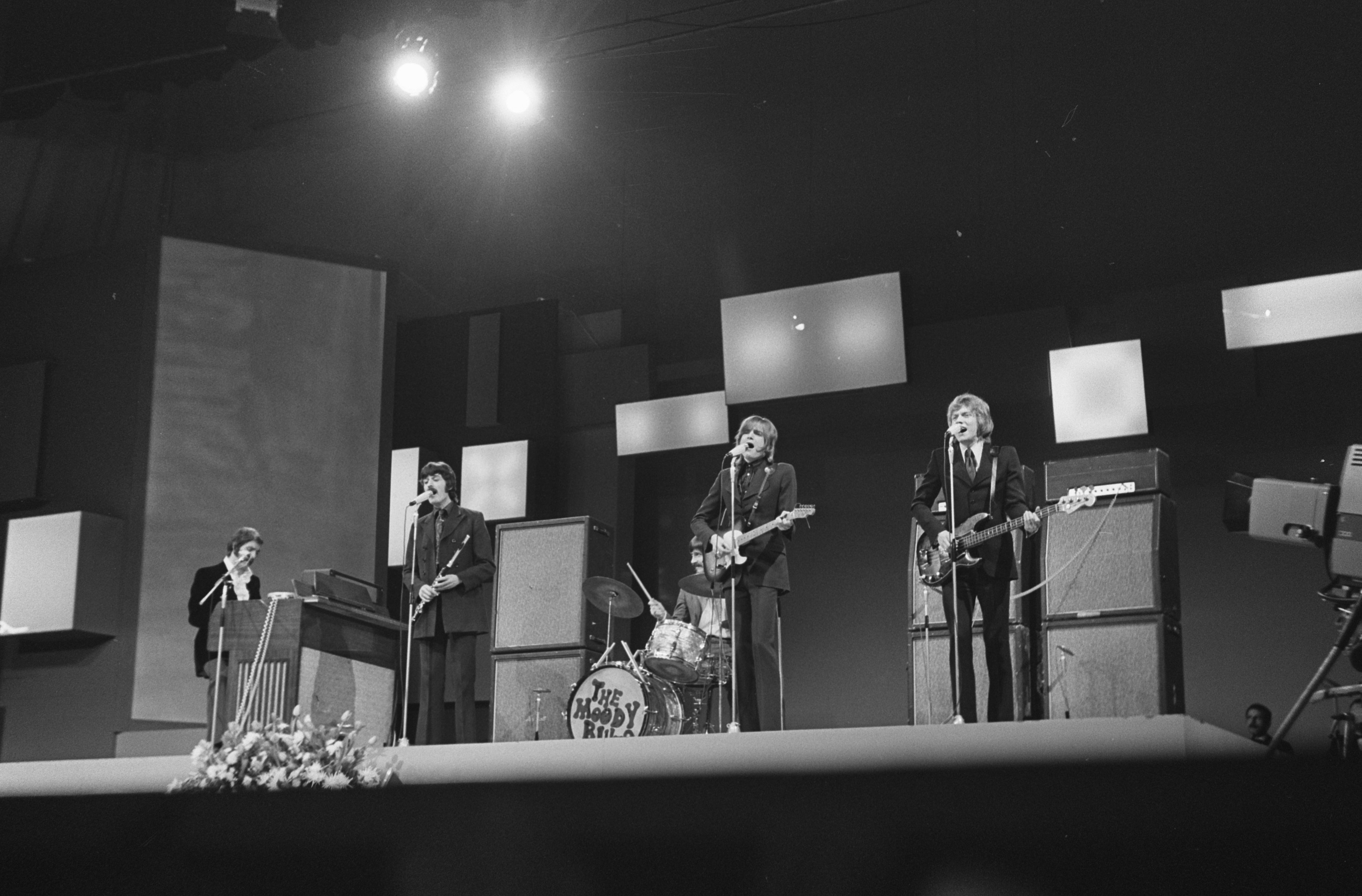
The Moody Blues (1969)

Podzim roku 1967 přinesl zásadní zlom v kariéře kapely, v sublabelu firmy Decca – Deram tehdy testovali nové nahrávací technologie Dynamic Sound System a rozhodli se natočit rockové podání Novosvětské symfonie Antonína Dvořáka. Za tím účelem oslovili The Moody Blues, kteří nabídku přijali, ale prosadili si podmínku, že mohou natočit i vlastní skladby. Ty se vzápětí ukázaly silnější než rockové variace Dvořákovy symfonie a výsledkem bylo koncepční album rockových písní The Moody Blues kombinovaných s mezihrami Londýnského symfonického orchestru (pod vedením Petera Knighta). Deska se jmenovala Days Of Future Passed a už obsahovala většinu rysů typických pro následující alba The Moody Blues – psychedelická nálada skladeb s dominujícím zvukem Pinderova mellotronu, absence mezer mezi jednotlivými písněmi, zvláštně poetické texty a umělecky řešený obal (zde to byla zvláštní koláž s motivem horizontálně situované hlavy dívky, která vypadala stejně zleva i zprava). 
Album oživilo zájem o skupinu, v Británii obsadilo 27. místo žebříčku a ve Spojených státech později (vyšlo až 1972) dokonce 3. (celkově se v tamním žebříčku udrželo 102 týdnů). Den před vydáním alba vyšel pouze v Británii singl s Haywardovou skladbou Nights in White Satin, která obsadila 19. místo a stala se jejich vůbec nejznámější písní. V USA vyšla na singlu jiná albová skladba Tuesday Afternoon (autorem byl opět Hayward) a získala tam 24. místo. Celkový prodej alba vynesl skupině nejdříve zlatou a později platinovou desku.
Skupina podpořená úspěchem začala připravovat druhé album s vlivy nábožensko-filosofických myšlenek Východu In Search Of The Lost Chord. Autorsky na desku přispěli opět všichni členové skupiny, úspěch měly i dva singly z desky Voices In The Sky (Hayward) a Ride My See-Saw (Lodge). Deska obsahovala také zajímavou nahrávku Raye Thomase s textem o Timothym Learym (extravagantní „guru LSD“) Legend Of A Mind. Autorem symbolického obalu desky byl, stejně jako u pěti následujících desek, Phil Travers. Album si vedlo výborně, v UK se umístilo na 5. místě, v USA na 23. a vyneslo skupině další zlatou desku. 
V pořadí již čtvrté album The Moody Blues se jmenovalo On The Threshold Of A Dream, tentokrát se na něm projevil vliv střetu náboženství a psychedelie – členové skupiny se v té době hodně zabývali transcendentální meditací. Album vyšlo v dubnu 1969 a sklidilo obrovský úspěch – v UK získalo vytouženou pozici na vrcholu žebříčku, v USA se umístilo na 20. místě a v Top 200 se udrželo neuvěřitelných 136 týdnů. Stejně jako jeho předchůdce získalo zlatou desku a i z něj vyšel singl, tentokrát s Haywardovou skladbou Never Comes The Day. Na koncertech The Moody Blues dodnes hrají rychlou skladbu Justina Haywarda Lovely To See You a tematickou píseň o mytickém dvoře krále Artuše Are You Sitting Comfortably? skupina oživila i na svém turné v roce 2006.
Z The Moody Blues byly tou dobou už hvězdy na obou stranách Atlantiku. Po vzoru The Beatles založili svou vlastní společnost Threshold, která měla vydávat nejen jejich budoucí desky, ale objevovat i nové talenty. Debutem této značky byl singl Watching And Waiting, který o pár dní předcházel novou desku kapely To Our Children’s Children‘s Children (Dětem dětí našich dětí). Koncepčně byla deska tentokrát ovlivněna dobýváním vesmíru člověkem (v době příprav alba Neil Armstrong jako první člověk vstoupil na Měsíc). Album vyneslo The Moody Blues už čtvrtou zlatou desku, v UK získalo 2. místo, ve Spojených státech 14. 
V prosinci 1969 vystoupili ve slavné Royal Albert Hall, přičemž koncert byl zaznamenán, aby mohl později vyjít na albu Caught Live +5. Rok 1970 pak znamenal změnu v nahrávacím stylu skupiny. Chtěli zjednodušit studiovou práci, aby mohli skladby lépe předvést na koncertech, což se výrazně projevilo během nahrávání alba A Question Of Balance, kdy většina skladeb vznikala přímo ve studiu bez předešlé přípravy. V dubnu 1970 vyšel k desce pilotní singl s Haywardovou protiválečnou písní Question. Pětiminutová skladba byla složena ze dvou zcela odlišných motivů – Hayward dle svých slov chvíli před začátkem natáčení intuitivně spojil dvě nedokončené samostatné písně, které do sebe zajímavě zapadly, a po vydání se nahrávka vyšplhala až na 2. místo v britském žebříčku (v USA pak na 21. místo). V srpnu singl doplnilo album A Question Of Balance, opět složené z příspěvků všech členů skupiny, k výrazným skladbám patřily např. Melancholy Man (Pinder), Dawning Is The Day (Hayward) nebo And The Tide Rushes In (Thomas). The Moody Blues album vyneslo již pátou zlatou desku (UK – 1. místo, USA – 3. místo) a titulní Question patří dodnes k finálovým skladbám jejich koncertů.
Rok 1971 přinesl další desku Every Good Boy Deserves Favour, pro jejíž název se stala inspirací upravená dětská říkanka pro zapamatování stupnice E G B D F. Opět koncepční deska s úspěšným singlem The Story In Your Eyes vynesla znovu zlatou desku za více než milion prodaných výlisků a stala se zatím nejúspěšnější deskou The Moody Blues, když v Británii získala první pozici žebříčku a v Americe druhou.
V srpnu 1972 ve Spojených státech vyšla poprvé na singlu pět let stará píseň Nights In White Satin a získala 1. místo v žebříčcích Cashbox a Record World a 2. místo v Billboard Hot 100. Díky tomu znovu vyšla i v Británii a vedla si v žebříčku lépe než při prvním vydání, protože se tentokrát probojovala až do Top 10 (9. místo). Tento úspěch ještě podpořilo další zlaté album Seventh Sojourn a následující světové turné. Ačkoliv samotná LP deska vznikala v personální krizi skupiny (způsobené do velké míry symptomy ponorkové nemoci), obsahuje jedny z nejoceňovanějších písní The Moody Blues, zejména Lodgeovy Isn’t Life Strange a I’m Just A Singer (In a Rock And Roll Band), Thomasovu For My Lady nebo Haywardovu New Horizons. 

### Sólové projekty a comeback
Dva roky po vydání desky Seventh Sojourn se po skončení turné v roce 1974 kapela rozhodla přerušit na čas činnost, aby se pročistilo ovzduší mezi hudebníky, Hayward později konstatoval, že pravděpodobně díky tomu nakonec skupina vydržela tak dlouho. Jedním z hlavních důvodů byla také častá absence Mikea Pindera, který zakoupil farmu v Americe, uvažoval hudební svět zcela opustit a věnovat se rodinnému životu. Nicméně čtyřletou pauzu vyplnili všichni členové kapely vesměs úspěšnými sólovými deskami, ze kterých vyčníval především projekt Blue Jays, jak pojmenovali Justin Haward a John Lodge skupinu, kterou založili pro natočení stejnojmenné desky, také velmi úspěšného singlu Blue Guitar (v UK se dostal na 8. místo, což z Haywardových předešlých písní překonala pouze Question) a následného turné. Producent Tony Clarke zatím z jejich alb sestavil kompilační dvoualbum This Is The Moody Blues, které opět získalo zlatou desku za více než milion prodaných kusů.
Na nové společné práci se The Moody Blues sešli teprve v roce 1978 při natáčení alba Octave. Název – oktáva – odkazoval nejen na hudební termín pro základní tónovou řadu, ale naznačoval také, že jde o osmé album skupiny. Z odstupem ale také symbolicky poukázal na uzavření druhé kapitoly vývoje skupiny. Desku točili v americkém domácím studiu Mikea Pindera, ale už během vzniku alba bylo jasné, že Pinder v kapele nezůstane. Na propagačních filmech k desce také už nefiguruje, ačkoliv na desku přispěl výraznou skladbou One Step Into The Light. Nicméně i přes poměrně hořký vznik alba (během natáčení se kapela rozešla i s dlouholetým producentem Tonym Clarkem) byl úspěch desky enormní (UK – 6. místo, USA – 13. místo, zlatá i platinová deska), dobře se prodávaly i singly Driftwood (Hayward) a Steppin' In A Slide Zone (Lodge) a skupina ihned podnikla turné. Pouze Pindera nahradil švýcarský rodák a bývalý člen Yes Patrick Moraz, jehož mohutné klávesové aranže se staly dominantním zvukem skupiny v 80. letech.

### 80. léta
Styl skupiny už naznačený albem Octave se po odchodu Pindera ještě výrazněji posunul, hudebně se více přizpůsobil trendům nastupující éry 80. let a pro mnohé fanoušky tak The Moody Blues zůstávají především skupinou sedmi alb období 1967–1972. Vydání následující desky Long Distance Voyager bylo ohroženo soudními spory ohledně práv na užívání názvu The Moody Blues, které vyprovokovali právníci Mikea Pindera, ale deska nakonec vyšla v létě 1981 a bezpečně skupině vynesla další platinové album, v Americe se usadila na 1. místě, v Británii na 7. Velký úspěch měly i singly (opět dodnes v repertoáru kapely) Gemini Dream (Hayward / Lodge) a The Voice (Hayward). 
Osmdesátá léta postupně přinesla alba The Present (UK – 15. místo, USA – 26. místo, 1983), komerčně úspěšná deska v produkci Pipa Wiliamse, i když v porovnání s předešlými alby měla přece jen lehce sestupnou tendenci, dále The Other Side Of Life (UK – 24. místo, USA – 9. místo, 1986) a Sur La Mer (UK – 21. místo, USA – 38. místo, 1988) obě v produkci Tonyho Viscontiho. Úspěch desek podpořily i často vysílané videoklipy na MTV s tematicky koncipovanými příběhy k písním The Other Side Of Life, Your Wildest Dreams nebo I Know You’re Out There Somewhere. Poslední zmíněnou skladbu později Hayward označil za svou nejoblíbenější ze všech, které napsal, a získal za ni dokonce prestižní skladatelskou cenu Ivor Novello Award. Firma Polydor, pro kterou tehdy The Moody Blues natáčeli, ovšem prosadila záměr, aby na těchto albech nezpíval Ray Thomas, jehož hlas se jim nezdál dostatečně vhodný pro komerční smeřování kapely (Thomas proto na alba nepřispěl ani autorsky). Tomu už se kapela vzepřela na desce Keys Of The Kingdom (UK – 54. místo, USA – 94. místo, 1991), kam Thomas přispěl svou Celtic Sonant a byl spoluautorem Haywardovy Never Blame The Rainbows For The Rain. Během nahrávání Keys Of the Kingdom kapelu ovšem opustil Patrick Moraz. Sám svůj odchod zdůvodňoval tím, že měl dojem, že jeho talent je nedostatečně využíván. Naopak zbytek skupiny měl pocit, že se Moraz příliš tlačí do čela a kapelu vnímá spíše jako svou doprovodnou formaci (na rozdíl od Mike Pindera Moraz také nepřispíval na desky autorsky, s jedinou výjimkou písně The Spirit, kterou napsal s bubeníkem Edgem). Tak či tak v kreditech alba Keys Of The Kingdom už uvedený není. Neoficiálně jej v The Moody Blues nahradil Paul Bliss (neoficiálně proto, že se členem skupiny nestal, ale The Moody Blues od té doby často na koncertních turné doprovází).

### 90. léta - současnost
V roce 1992 uspořádali The Moody Blues monumentální koncert s orchestrem Colorado Symphony Orchestra ve skalách Red Rocks (záznam vyšel na CD i DVD), což bylo vůbec poprvé, kdy je na koncertě doprovázel skutečný orchestr. V roce 1994 se k hudbě po 16 letech vrátil Mike Pinder a natočil album Among The Stars, čímž spustil spekulace o svém možném návratu do The Moody Blues. Ačkoliv by to ale asi fanoušci přijali s nadšením, jak on, tak Justin Hayward to označili za velmi nepravděpodobné. Na další studiové album museli příznivci kapely počkat osm let – až rok 1999 přinesl album Strange Times, které přineslo několik překvapení. Justin Hayward napsal úvodní píseň English Sunset pod vlivem dobových trendů s prvky techna. John Lodge, který většinou představoval spíše rockovější pozici v kapele, se naopak představil s baladami Wherever You Are, Love Don't Come Easy, Words You Say a Forever Now. Ray Thomas napsal jednu skladbu na desku My Little Lovely, což byl jeho poslední příspěvek do repertoáru kapely, a Graeme Edge přispěl v duchu klasických alb Moodies závěrečnou poémou Nothing Changes. Kritiky ceněné album bylo natáčeno v Itálii a skupina se jej po mnohaletých zkušenostech rozhodla produkovat sama. V té době také Hayward, Lodge, Thomas i Edge namluvili hlasy ke svým postavám v jedné epizodě seriálu Simpsonovi. V novém miléniu pak The Moody Blues vydali CD a DVD s koncertem z Royal Albert Hall (Hall Of Fame) a jejich muzika byla použita v 3D dokumentu IMAX Journey into Amazing Caves (s výjimkou nové písně We Can Fly a instrumentální nahrávky Water šlo o zajímavé hudební koláže kombinující novou orchestrální muziku s fragmenty starších písní skupiny jako Question, Nights In White Satin nebo I Know You’re Out There Somewhere). 
Ray Thomas se v roce 2002 po čtyřiceti letech strávených v showbusinessu rozhodl ukončit hudební kariéru a stáhl se do rodinného soukromí na svou farmu. Náhradou za něj se pro koncertní turné stala talentovaná flétnistka a zpěvačka Norda Mullen. Jako trio skupina připravila v roce 2003 vánočně laděné album December, které obsahovalo jak vlastní písně s vánoční tematikou (nejvýraznější asi December Snow), tak i převzaté skladby (např. Happy Xmas Johna Lennona nebo White Christmas Irvinga Berlina). V roce 2005 vyšlo pak další DVD se záznamem koncertní show z Los Angeles (Lovely To See You Live). 
The Moody Blues byli i ve 21. století stále aktivní kapelou, na turné jezdili především po Spojených státech, kde mají nejsilnější základnu fanoušků, výjimečně ale projeli i několik evropských metropolí (naposledy 2006).

## Moody Blues a Česko
Perličkou je, že v létě 1968 The Moody Blues přijeli do Prahy, kde měli mít koncert, ale po invazi vojsk Varšavské smlouvy je britská ambasáda odvolala. Skupina tehdy na Karlově mostě natočila promo snímek k Nights In White Satin, který je k vidění i na serveru You Tube. Píseň Ride My See Saw s českým textem Ondřeje Suchého (Hvězdný ples) natočila skupina Beatings, píseň Nights In White Satin nazpívaly v češtině Marie Rottrová (Slunce vstává) a Lucie Bílá (Noc je jak satén).

## Několik zajímavostí
- V anketách amerických časopisů Cashbox a Record World získali cenu za nejlepší skupinu světa.
- Jen do roku 1978 prodali okolo 26 miliónů alb.
- Dtali se prvními západními umělci, kteří byli pozvání do Číny (1974, nakonec zde ale nevystoupili).
- Jsou první rocková skupina, která vyprodala dvě vystoupení za jeden večer v Madison Square Garden.
- Během let 1967–1981 získali za svá alba deset zlatých desek a tři platinové.
- Během kariéry se dvakrát prakticky rozpadli a pokaždé se dokázali vrátit na výsluní slávy (1967, 1978).
- Keith Emerson je označil za svou nejoblíbenější skupinu.
- Objevili se v seriálu Simpsonovi v epizodě Ať žije Flanders.

## Diskografie

### Singly
- Lose Your Money / Steal Your Heart Away (1964)
- Go Now! / It's Easy Child (1964, UK #1 / USA #10)
- I Don't Want To Go On Without You / Time Is On My Side (1965, UK #33)
- From The Bottom Of My Heart / And My Baby's Gone (1965, UK #22 / USA #93)
- Everyday / You Don't (All The Time) (1965, UK #44)
- Stop / Bye Bye Bird (1966, vydáno pouze v USA #98)
- Boulevard De La Madelaine / This Is My House (But Nobody Calls) (1966, USA #119)
- Life's Not Life / He Can Win (1967)
- Fly Me High / I Really Haven't Got The Time (1967)
- Love And Beauty / Leave This Man Alone (1967)
- Nights In White Satin / Cities (1967, UK #19, reedice 1972: UK #9 / USA #2)
- Tuesday Afternoon / Another Morning (1968, vydáno pouze v USA #24)
- Voices In The Sky / Dr. Livingstone I Presume (1968, UK #27)
- Ride My See-Saw / A Simple Game (1968, UK #42 / USA #61)
- Never Comes The Day / So Deep Within You (1969, USA #91)
- Watching And Waiting / Out And In (1969)
- Question / Candle Of Life (1970, UK #2 / USA #21)
- The Story In Your Eyes / My Song (1971, v UK staženo, USA #23)
- Isn't Life Strange / After You Came (1972, UK #13 / USA #29)
- I'm Just A Singer (In A Rock'n'Roll Band) / For My Lady (1973, UK #36 / USA #12)
- Stepping In A Slide Zone / I'll Be Level With You (1978, USA #38)
- Driftwood / I'm Your Man (1978, USA #59)
- The Voice / 22.000 Days (1981, USA #15)
- Gemini Dream / Painted Smile (1981, USA #12)
- Meanwhile / 22,000 Days (1981, pouze USA)
- Talking Out Of Turn / Veteran Cosmic Rocker (1981, USA #65)
- Blue World / Going Nowhere (1983, UK #35 / USA #62)
- Sitting At The Wheel / Sorry (1983, USA #27)
- Running Water / Under My Feet (1984, pouze USA)
- Your Wildest Dreams / Talkin' Talkin' (1986, USA #9)
- The Other Side Of Life / The Spirit (1986, USA #58)
- I Know You're Out There Somewhere / Miracle (1988, UK #52 / USA #30)
- No More Lies / River Of Endless Love (1988)
- Say It With Love / Lean On Me Tonight (1991)
- Bless The Wings (That Brings You Back) / Once Is Enough (1991)
- English Sunset / Haunted (1999)

### Studiová alba
(žebříčkové umístění v Británii, USA a Nizozemsku)
- The Magnificent Moodies (1965)
- Days Of Future Passed (1967, UK# 27, USA #3)
- In Search Of The Lost Chord (1968, UK#5, USA #23)
- On The Threshold Of A Dream (1969, UK#1, USA #22)
- To Our Children's Children's Children (1969, UK#2, USA #14)
- A Question Of Balance (1970, UK#1, USA #3, HOL #9)
- Every Good Boy Deserves Favour (1971, UK#1, USA #2, HOL #5)
- Seventh Sojourn (1972, UK#5, USA #1, HOL #11)
- This Is The Moody Blues (1972, UK#14, USA #11, kompilace)
- Octave (1978, UK#6, USA #13, HOL #11)
- Long Distance Voyager (1981, UK#7, USA #1, HOL #9)
- The Present (1983, UK#15, USA Pop Albums #26, USA Billboard 200 #43, HOL #10)
- The Other Side Of Life (1986, UK#24, USA #9)
- Sur La Mer (1988, UK#21, USA #38, HOL #50)
- Keys Of Kingdom (1991, UK#54, USA #94, HOL #61)
- Strange Times (1999, USA #93)
- Journing Into Amazing Caves (2001, soundtrack k filmovému dokumentu)
- December (2003)

### Alba "live"
- Caught Live + 5 (1977, USA #26)
- A Night At Red Rocks (1993, USA #93)
- Hall Of Fame (2000, USA #185)

### Sólové desky

#### Justin Hayward & John Lodge
Alba:
- Blue Jays (1975, UK#4, USA #16)

Singly:
- I Dreamed Last Night / Remember Me, My Friend (1975, USA #47)
- Blue Guitar / When You Wake Up (1976, UK #8, USA #94)

#### Justin Hayward
Alba:
- Songwriter (1977, UK#28, USA #37)
- Night Flight (1980, USA #166)
- Moving Mountains (1985)
- Classic Blue (1989)
- The View From The Hill (1996)
- Live In San Juan Capistrano (1998)
- Spirits Of The Western Sky (2013, UK#81)

Singly:
- London Is Behind Me / Day Must Come (1965)
- I Can’t Face The World / I’ll Be There Tomorrow (1966)
- One Lonely Room/Songwriter Part 2 (1977)
- Country Girl/Doin' Time (1977)
- Stage Door/Lay It On Me (1977)
- Forever Autumn (1978, USA #47)
- Marie/Heart of Steel (1979)
- Nightflight/Suitcase (1980)
- Nearer to You/It's Not On (1980)
- Silverbird/Take Your Chances (1985)
- The Best is Yet To Come/Marie (1985)
- Tracks of My Tears/Railway Hotel (1989)
- The Way of the World/The Promised Land (1996, CD singl)
- Broken Dream (1996, CD singl)

#### John Lodge
Alba
- Natural Avenue (1977, UK#38, USA #121)
- 10,000 Light Years Ago (2015)

Singly:
- Say You Love Me / Natural Avenue (1977)
- Children of Rock'n'Roll / Piece Of My Heart (1977)
- Summer Breeze / Rainbow (1977)
- Street Cafe / Threw It All Away (1980)
- Sunny Sunshine Faces (charitativní CD singl, 2010)

#### Mike Pinder
Alba:
- The Promise (1976, USA #133)
- Among the Stars (1994)
- A Planet With One Mind (1995, pouze mluvené slovo)
- A People With One Heart (1996, pouze mluvené slovo)

Singly:
- Carry On/I Only Want To Love You (1976)
- Shining Lights (CD singl pro členy fan klubu)

#### Ray Thomas
Alba:
- From Mighty Oaks (1975, UK#23, USA #68)
- Hopes Wishes and Dreams (1976, USA #147)

Singly:
- High Above My Head/Love Is The Key (1975)
- One Night Stand/Carousel (1976)

#### Graeme Edge
(The Graeme Edge Band feat. Adrian Gurvitz)
Alba
- Kick Off Your Muddy Boots (1975, USA #107)
- Paradise Ballroom (1977, USA #164)

Singly:
- We Like To Do It/Shotgun (1974)
- The Tunnel/Bareback Rider (1975)
- Everybody Needs Somebody/Be My Eyes (1977)